# تشارلز إف. بيشوب
تشارلز إف. بيشوب هو سياسي أمريكي، ولد في 14 أكتوبر 1844 في ويليامسفيل في الولايات المتحدة، وتوفي في 14 سبتمبر 1913 في بوفالو في الولايات المتحدة بسبب سرطان. نشط حزبياً في الحزب الديمقراطي.